# Neustadtler Platte
Die Neustadtler Platte (korrekter auch Neustadtler Bergland) im Bezirk Amstetten im Mostviertel in Niederösterreich ist eine hügelige Rumpflandschaft, die auf einer Seehöhe von 420 m ü. A. bis 570 m ü. A. ein hügeliges Hochplateau mit herausragenden Kogeln bildet.

## Beschreibung
Sie stellt geologisch einen südlichen Ausläufer der Böhmischen Masse dar, der von dem als Strudengau bezeichneten Durchbruchstal der Donau vom Granit- und Gneishochland des Mühl- und Waldviertels abgetrennt wurde.
Die höchsten Erhebungen sind der Brandstetterkogel mit 569 m ü. A. und der Gipfelstein mit 519 m ü. A.
Es finden sich Felskuppen und Findlingsblöcke. 
Hauptort der Region ist der Markt Neustadtl an der Donau, dessen Ortszentrum sich auf einer Seehöhe von 509 m ü. A. befindet, während die entlang der Donau liegenden Ortschaften des Gemeindegebietes eine Seehöhe von etwa 230 m ü. A. bis 240 m ü. A. aufweisen. Die vorherrschende Siedlungsform sind Einzelgehöfte. 
Die Neustadtler Platte gehört zum niederösterreichischen Landschaftsschutzgebiet Strudengau und Umgebung. Die dicht bewaldeten, steil zur Donau abfallenden Hänge des Strudengaus sind Teil des FFH-Gebietes Strudengau - Nibelungengau.
Neben regionalen Wanderwegen wie dem Matrassteig wird die Neustadtler Platte von den Fernwanderwegen Donau-Höhen-Rundwanderweg (von Passau nach Ybbs an der Donau) und Jakobsweg Österreich. Auf einer Kuppe des Brandstetterkogels steht auf einer Seehöhe von 532 m ü. A. die Viktoria-Adelheid-Schutzhütte.
Vereinzelt finden sich sogenannte Überdeckungshöhlen, das sind Granitblöcke, die, ineinander verkeilt und übereinander liegend, höhlenartige Durchgänge bilden. Die bekannteren sind die Steinerne Stube und der Matrassteigdurchstieg.